# Bob Mau
Robert Charles Bernard Pierre (Bob) Mau (Mortsel, 23 mei 1926 - Brasschaat, 26 mei 2006) was een Belgisch striptekenaar en illustrator.
Mau wordt soms beschouwd als de Vlaamse Franquin.

## Levensloop
In zijn jeugd kwam Mau in contact met Amerikaanse strips via het stripblad Bravo. Hij was onder de indruk van de animatiefilms van Disney. Hij studeerde vanaf 1944 architectuur aan het Sint-Lucasinstituut in Brussel, maar zette deze stop in zijn derde jaar in 1947. In 1947 wilde hij gaan werken bij de Walt Disney Studios, maar Maus vader begon blind te worden, waardoor Mau de broodwinner van het gezin werd. Hierdoor stelde hij zijn droom als professionele tekenaar uit.
In 1957 was hij illustrator bij De Katholieke Digest waarvoor hij de strip Tante Zulma tekende. Daarnaast was hij in de jaren 50 illustrator bij een uitgeverij genaamd Kempische Boekhandel. Hier illustreerde hij boeken van onder andere Hendrik Conscience en Jules Verne. Hierna tekende hij de strip Snoppeke & Kozijn voor Kerkelijk Leven, maar door een overstroming bij uitgeverij Halewijn in Linkeroever, ging de strip verloren. Hierdoor werd deze strip nooit gepubliceerd. Vervolgens werd hij in 1957 voltijds striptekenaar. In 1958 werd hij cartoonist en illustrator bij het satirisch weekblad 't Pallieterke. Vanaf 1959 werkte hij ook bij het tijdschrift Iris/Ons Land, waar hij de strips Piet Velo en Tony en De Pagadders tekende.
Tevens tekende hij vanaf datzelfde jaar zijn eerste langlopende stripreeks, Pits en Kaliber, die in albums verschenen. Pits en Kaliber verscheen ook in het tijdschrift Ohee. Pits en Kaliber liep tot in de jaren 60. Vanaf 1962 tekende Mau in de krant Gazet van Antwerpen zijn andere langlopende en bekendste strip Kari Lente.
In 1974 en 1975 illustreerde hij nog twee boeken bij Kempische Boekhandel: Rossekop van Charel Baelemans en Larie en apenkool van Rik Put. Mau bedacht zelf de scenario's voor zijn verhalen, maar bedacht ook een aantal scenario's met zijn vrouw Simone. Vanaf 1989 verscheen Kari Lente in kleur en dan werd Maus vrouw de colorist. Kari Lente liep tot 1994. Er verschenen 145 verhalen. Mau overleed in 2006.

## Werk
Mau tekende onderstaande strips:
- De geest van Hitler (1946)
- Tante Zulma (1957)
- Piet Velo en Tony (rond 1960)
- De Pagadders (rond 1960)
- Pits en Kaliber (eind jaren 50 tot jaren 60)
- Kari Lente (1962-1994)

## Waardering
In 1989 werd Mau benoemd tot Ridder in de Kroonorde. Verder kreeg hij in 1998 de Prijs voor het ganse oeuvre. Deze prijs werd uitgereikt door 't Vlaams Stripcentrum.
- Bibliothèque nationale de France: cb12749087j (data)
- International Standard Name Identifier: 0000 0003 6900 1530
- Nederlandse Thesaurus van Auteursnamen: 069575568
- RKD-Nederlands Instituut voor Kunstgeschiedenis: 91671
- Virtual International Authority File: 287700773
- WorldCat: E39PBJtrQxVyRY6Kc4F4X4r6rq